# Kubelie-Moschee

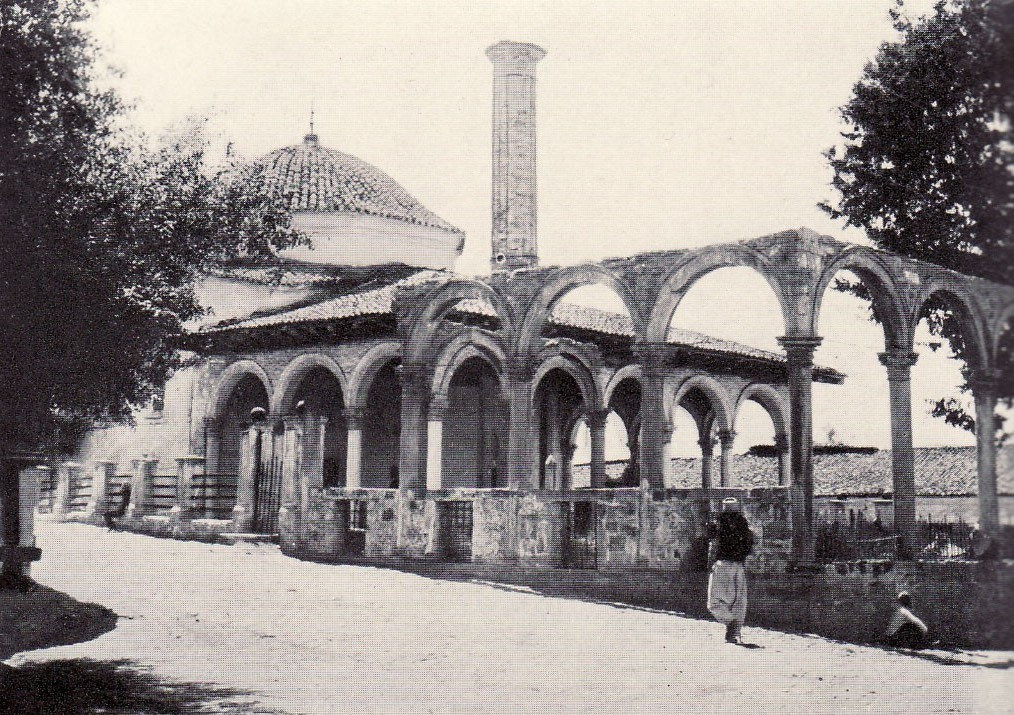
Aufnahme aus dem Jahr 1939

Die Kubelie-Moschee (albanisch Xhamia e Kubeliesë) war eine osmanische Moschee in der Stadt Kavaja im Westen Albaniens, die in den 1970er Jahren zerstört worden ist, nachdem Albanien 1967 zum ersten atheistischen Staat der Welt erklärt worden war. Die Moschee wurde unter den Osmanen in den Jahren 1735 bis 1736 errichtet.

## Geschichte
Die Kubelie-Moschee wurde am zentralen Markt der Stadt errichtet, als die Stadt schon über diverse andere Moscheen verfügte. Ihr Errichter war Kapllan Pascha, vermutlich ein lokaler Machthaber, weshalb sie auch „Moschee des Kapllan Pascha“ (Xhamia e Kapllan Pashës) genannt wurde. Andere Bezeichnungen lauteten „Junggesellenmoschee“ (Xhamia e Beqarëve) oder einfach „Große Moschee“ (Xhamia e Madhe). Der Bau der „höchst monumentalen“ Moschee war strikt geplant, so dass ein stabiler, harmonischer Bau einer ganz eigenen Art entstand.
1817 wurde neben der Moschee ein Uhrturm (Kulla e Sahatit) errichtet, auf dem der arabische Ausspruch ما شاء الله maschallah eingraviert ist. Im Jahr 1928 wurde im Turm eine Uhr eingebaut.
In den 1970er Jahren wurde das Stadtzentrum von Kavaja neu gestaltet und ein Großteil des osmanischen Erbes mit den engen Gassen des Basars rund um die Moschee zerstört. Zum Opfer fiel auch die Kubelie-Moschee, in einem Akt eines unverständlichen „barbarischen Opfers“ (Machiel Kiel).

## Beschreibung des Baus
Die Kubelie-Moschee wird beschrieben als „großes, wunderschönes Gebäude, mit einer Kuppel und einer Säulenhalle. Marmorfassaden richten sich unter den Zypressenbäumen hoch, mit ihren byzantinischen Säulen und arabischen Bögen.“ Das Innere war reich mit Wandbemalungen verziert, die viele florale Elemente enthielten.
Die Moschee bestand aus mehreren Elementen. Der Gebetsraum hatte Seiten von je zehn Metern Länge und war von einer Kuppel aus Ziegeln überdacht. Die Fenster waren nicht typisch osmanisch, sondern zeugten von lokalen Einfluss. Vor dem Steinbau stand eine 15 Meter breite Vorhalle, die von einem Holzdach bedeckt war, das von zwölf schmalen Säulen getragen wurde. Vor dieser Vorhalle stand ein zweiter Portikus aus sieben Säulen und ohne Dach, der als eigenständiger Bau den Eingang zur Moschee bildete. Es handelte sich wohl um den Beerdigungsplatz des Gründers der Moschee. Säulen und Kapitelle der Vorhallen waren vermutlich alle antik, einige stammten wohl aus Apollonia.

## Neuer Moscheebau

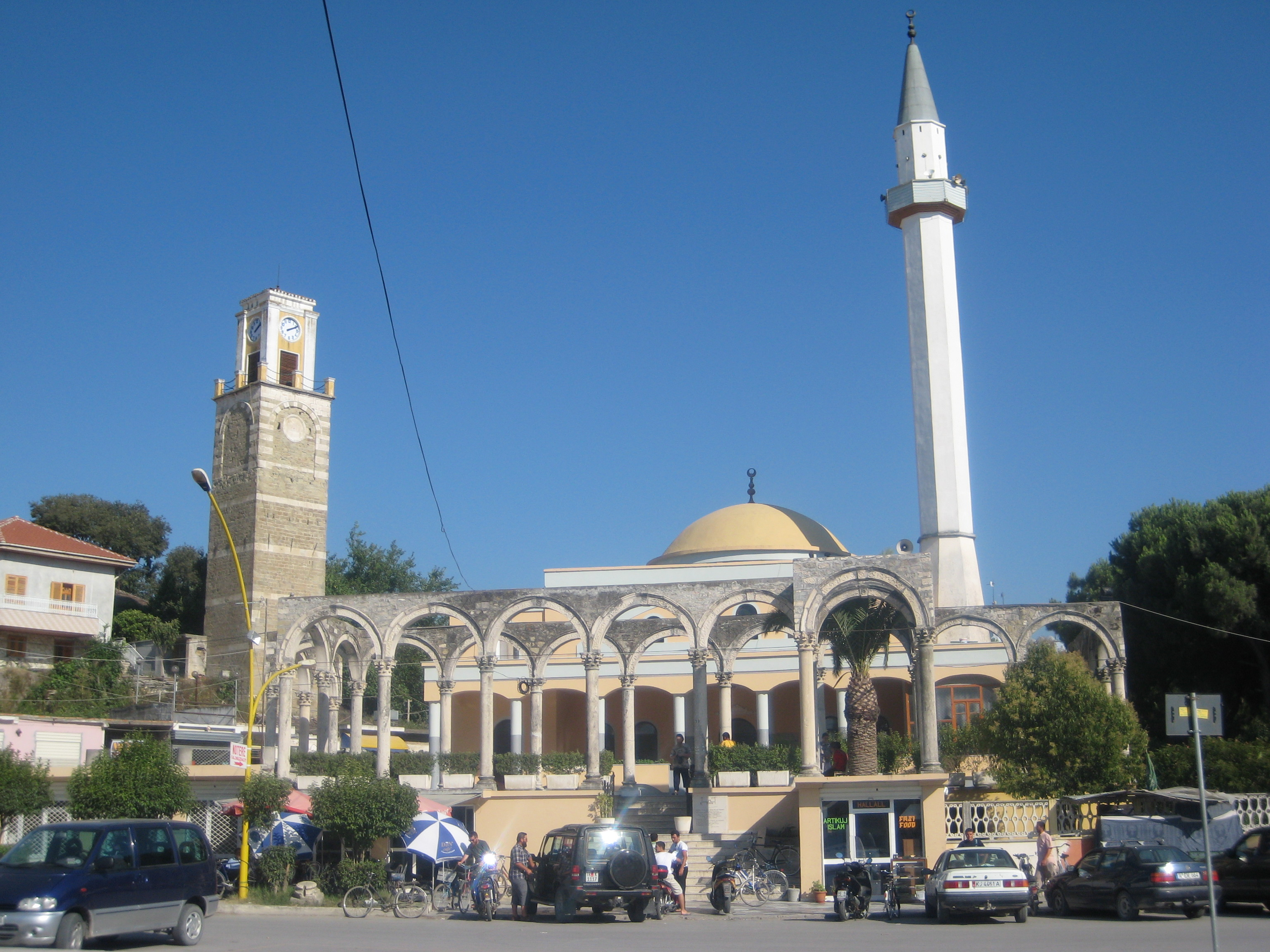
Die neue Moschee mit dem Uhrturm und den alten Säulen

Die antiken Säulen und Bögen wurden im Archäologischen Museum von Durrës ausgestellt, nachdem die Moschee in den Jahren nach 1967 zerstört worden war. Inschriften vom Eingang zum Gebetsraum wurden ins Museum von Kavaja überführt.
1994 wurde der Neubau der Zentralen Moschee am Ort der ehemaligen Kubelie-Moschee fertiggestellt. Vor der Moschee wurden die alten Säulen aus dem Museum in Durrës aufgestellt.